# ابو تغلب
ابو تغلب فضل‌الله بن حسن ملقب به عده الدوله و غضنفر، فرمانروای حمدانی در موصل و جانشین ناصرالدوله بود. در آغاز حکمرانی با رقابت برادرانش برای دستیابی به قدرت روبرو شد. آل بویه هم حکومت او را مورد تهدید قرار دادند. در ۹۷۸ میلادی جزیره توسط امیر فناخسرو عضدالدوله دیلمی، حکمران فارس و عراق، تصرف شد و سپس حکومت فاطمی به شام حمله کرد. ابو تغلب تلاش کرد دمشق را برای خود نگه دارد؛ اما موفق نشد و در ۹۷۹ دستگیر و اعدام شد.